# Acreção (geologia)

Convergência continental oceânica: As condições requeridas para a causa da acreção de placas. Zona de subdução.

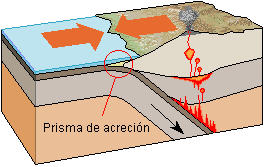
Representação do fenómeno de subducção, ilustrando o prisma de acreção.

Acreção, em geologia, é um processo pelo qual ocorre a acumulação de material de maneira gradual e imperceptivelmente, em extensão ou volume. Este material pode se constituir por sedimentos ou rochas, ocorrendo em diversos ambientes, como resultado de diversos processo geológicos. No caso dos sedimentos, o gradual aumento de terra, numa costa litorânea, devido à ação das marés, das correntes e do vento, e à acumulação de depósitos aluviais, ocorre a acreção, 
Por outro lado, se denomina prisma de acreção, cunha de acreção ou cunha acrescionária a acumulação gradual de sedimentos, inserida longitudinalmente à zona superficial de contacto entre duas placas tectónicas convergentes, a área superficial de subdução. Os prismas de acreção são produzidos na região que marca o início da zona de subducção, através da acumulação dos sedimentos que a litosfera oceânica mergulhante, transporta sem cessar.

## Definição
Existem dois tipos de acreções geológicas. O primeiro envolve a acreção de uma placa, em que ocorre acréscimo de material numa placa tectónica. A parte superior de placa tectónica em subdução é representada por camadas sedimentares da margem ativa bem como da fossa e outras rochas associadas que vão sendo aglutinadas e incorporadas à placa com crosta continental ao serem "raspadas" em sucessivas falhas de empurrão contra esta placa no processo de subdução. Os sedimentos do Oceano formam uma massa de material que se acumula sobre uma das placas.
Outro tipo de acreção é a acreção da massa da terra. Implica a adição de sedimentos à linha costeira de um rio, aumentando a área de terra. A deposição do aluvial ocorre com a acreção da massa da terra mais perceptível, muitas vezes contendo metais preciosos no leito de rios e em deltas fluviais.